# Edland Man
Edland Man (Utrecht, 30 maggio 1957) è un artista, illustratore e fotografo olandese di moda internazionale, conosciuto per le sue immagine surrealiste ottenute con tecniche di manipolazione pittorica, di collage o di disegno ben prima che esistessero programmi di post produzione. Famose sono le sue "donne dalle gambe lunghe", rappresentative della sua fotografia surrealista, elegante e raffigurante sempre l'immagine di una donna forte e indipendente. Il suo è uno stile artistico che è riuscito a far dialogare e unire il mondo dell'arte con quello della moda.

## Biografia
Nato a Utrecht e cresciuto in una famiglia di donne, viene influenzato dalle riviste di moda che compravano sua madre e sua sorella; si trasferisce con la famiglia a Groninga dove studia all'accademia d'arte Minerva, diplomandosi nel 1985.
Nel 1986 si trasferisce a Milano dove comincia a lavorare come grafico per Condé Nast, nello stesso periodo collabora come illustratore di moda per il giornale Vanity fondato da Anna Piaggi.
Come illustratore lavora in quel periodo anche per Milano Vende Moda. Utilizzando sempre più fotografia nelle sue illustrazioni diventa fotografo e il primo lavoro viene pubblicato su Vogue.
Nel'88 viene nominato tra i 20 più famosi illustratori mondiali.

### Anni recenti
Collabora con importanti esponenti del mondo della moda e del design come per esempio con Marcel Wanders di Moooi design.
Come fotografo di moda ha collaborato per i giornali internazionali tra i quali Vogue, Vanity, Donna, Sunday Times Magazine, Moda, Avenue, GQ, Max, ID. Ha firmato campagne pubblicitarie per Sony (utilizzando la prima donna di colore per la campagna della multinazionale) , Samsung, Adidas, Fiorucci, Caractère, Olivetti, Reault, Fiat, Wella. Direttore Creativo per Sportswears International e per Fiorucci con 4 stagioni di moda.
Ha insegnato per la Gerrit Rietveld Academie e per lo IED di Milano, tenendo numerosi seminari in diverse università e istituti tra i quali la Triennale di Milano e FOAM Amsterdam.
Continua ancora oggi la sua attività collaborando con diversi enti e grandi artisti.

## Esposizioni
- 1992 espone al Photo Festival di Naarden
- 1993 espone alla Canon Gallery di Amsterdam
- 1994 personale al Groningen Museum
- 1994 esposizione alla Triennale di Milano
- 1997 espone al Noordelicht Feotofestival a Groninga
- 2002 Mostra della serie "Metal" alla Blow-up Galleria, Amsterdam
- 2005 Mostra "Attraversare" allo show-room Caracter Milano
- 2006 mostra della serie "Girls with Balls" alla galleria Gabriele Cappelletti, Milano
- 2007 mostra personale " Photo draws" Blow-up Galleria, Amsterdam
- 2009 opere esposte al Salone del mobile di Milano, stand di Mooi
- 2011 mostra collettiva galleria Adler, Parigi. Mostra personale alla Eckhart galleria, The Hague. Mostra della serie "Curvy Models" all'hotel Nhow durante la fashionweek
- 2012 esposizione al MIA (Milano). Mostra alla galleria Talluhah della serie "Milano brutta sporca e ti amo"
- 2013 partecipa con le sue opere al Jean Paul Gautier mostra al Kunsthal Museo di Rotterdam. Personale alla galleria Pittura, Groningem, Collettiva alla Nieuwe Kerk a Amsterdam per Woolmark.
- 2014 Esposizione a Bangkok alla Adler galleria con la serie di fotografie "Liquids"
- 2017 esibizione di "You Wells" all'Eduard Planting galleria

## Pubblicazioni e collaborazioni
- 1993 Remodels
- 1997 " Il Motore della Moda" libro di Giannino Malossi
- 2001 Collabora con il municipio di Groningem alla pubblicazione di "Leefstijlen in beeld" con 12 immagini sul Lifestylenella su diversi quartieri della città all'interno del Nooderlicht Photo Festival